# New York Cosmos
New York Cosmos är ett fotbollslag i den gamla amerikanska proffsligan North American Soccer League (NASL), 1971–1985. Efter 25 års frånvaro återuppstod klubben i slutet av år 2010. Fransmannen Eric Cantona värvades då som sportchef.

## Meriter
NASL-mästare: 1972, 1977, 1978, 1980 och 1989

## Kända spelare
- Carlos Alberto 1977–1980, 1982
- Franz Beckenbauer 1977–1980, 1983
- Roberto Cabañas 1980–1984
- Andranik Eskandarian 1979–1984
- Johan Neeskens 1979–1984
- Pelé 1975–1977
- Jomo Sono
- Giorgio Chinaglia 1976–1982
- Raúl González Blanco 2015